# Gorn (komiks)
Gorn – francuska seria komiksowa autorstwa przez Tiburce’a Ogera, wydawana w latach 1992–2008 przez wydawnictwo Vents d’Ouest. W Polsce dwa pierwsze tomy opublikowało wydawnictwo Amber w 2002.

## Fabuła
Akcja serii, utrzymana w konwencji średniowiecznego fantasy, rozgrywa się w magicznym świecie zamieszkanym przez ludzi, elfy i krasnoludy. Tytułowy Gorn, pan na zamku, ginie w potyczce z wrogami. Władcy piekieł pozwalają mu wrócić na ziemię jako duch pod warunkiem, że nie osłabi go miłość jego ukochanej Elietty.

## Tomy
| Tom | Tytuł i rok wydania polskiego | Tytuł i rok wydania oryginalnego |
| --- | ----------------------------- | -------------------------------- |
| 1   | Nawet śmierć... (2002)        | Même la mort... (1992)           |
| 2   | Pakt (2002)                   | Le Pacte (1993)                  |
| 3   |                               | La Danse des damnés (1994)       |
| 4   |                               | Le Sang du ciel (1995)           |
| 5   |                               | Ceux qui nous hantent (1996)     |
| 6   |                               | D'entre les morts... (1997)      |
| 7   |                               | La Chute de l'ogre (1998)        |
| 8   |                               | Mon amour, un soir... (1999)     |
| 9   |                               | Le Chant des elfes (2004)        |
| 10  |                               | Les Yeux de brume (2005)         |
| 11  |                               | La Mémoire de l'ombre (2008)     |